# 榎列村
榎列村（えなみむら）は、兵庫県三原郡にあった村。現在の南あわじ市榎列各町にあたる。

## 地理
- 河川：山路川、三原川、成相川

## 歴史
- 1889年（明治22年）4月1日 - 町村制の施行により、榎列村・幡多村・掃守村の区域をもって発足。
- 1955年（昭和30年）4月3日 - 八木村・市村・神代村と合併して三原町が発足。同日榎列村廃止。

## 交通

### 鉄道路線
- 淡路交通
  - 鉄道線：掃守駅 - 自凝島駅 - 一本松駅

### 道路
現在は旧村域に神戸淡路鳴門自動車道の榎列バスストップが所在するが、当時は未開通。